# Dave McKenna
Dave McKenna (30. května 1930 – 18. října 2008) byl americký jazzový klavírista. Již v roce 1947 hrál se saxofonistou Bootsem Mussullim a později byl například členem orchestru Woodyho Hermana. Následně působil dva roky v armádě. Své první sólové album nazvané Solo Piano vydal v roce 1973. Později vydal řadu dalších alb. Během své kariéry spolupracoval s mnoha dalšími hudebníky, mezi něž patří například Zoot Sims, Urbie Green, Teddy Charles, Phil Woods a Teddi King.